# Les Aventures du brigadier Gérard
Pour plus de détails, voir Fiche technique et Distribution.
Les Aventures du brigadier Gérard (The Adventures of Gerard) est un film helvético-britannique réalisé par Jerzy Skolimowski, sorti en 1970.

## Fiche technique
- Titre original : The Adventures of Gerard
- Titre français : Les Aventures du brigadier Gérard
- Réalisation : Jerzy Skolimowski
- Scénario : Harry A.L. Craig en collaboration avec Henry E. Lester, Gene Gutowski et Jerzy Skolimowski, d'après Les Exploits du brigadier Gérard et Les Aventures du brigadier Gérard d'Arthur Conan Doyle
- Photographie : Witold Sobocinski
- Montage : Alastair McIntyre et John S. Smith
- Musique : Riz Ortolani
- Pays d'origine :  Royaume-Uni,  Suisse
- Durée : 91 minutes
- Date de sortie : 1970

## Distribution
- Peter McEnery : Gérard
- Claudia Cardinale : Teresa (Contesse de Morales)
- Eli Wallach : Napoléon
- Jack Hawkins : Millefleurs
- Mark Burns : Colonel Russell
- Norman Rossington : Sergent Papilette
- John Neville : Wellington
- Paolo Stoppa : Santarem
- Ivan Desny : Général Lassalle
- Leopoldo Trieste : Masséna
- Aude Loring : maîtresse de Masséna

## Production
Dans un article de 1968, le magazine Sight and Sound explique que Jerzy Skolimowski vient de se voir offrir un budget de trois millions de dollars pour faire un film à partir d'un roman de Conan Doyle avec la liberté de changer le scénario à sa guise. Il s'agirait alors du premier film qu'il réaliserait à partir d'un scénario dont il ne serait pas à l'origine, ce qu'il considère alors comme « un challenge excitant ».
Le récit que Skolimowski fait de la réalisation de ce film en 2013 est beaucoup plus sombre. Après l'interdiction de Haut les mains en Pologne, le réalisateur se sent « poussé dehors », désemparé, ne sachant où aller. Ayant rejoint Roman Polanski à Londres, celui-ci lui parle de la possibilité de réaliser ce film historique. Ayant un impératif besoin d'argent, Jerzy Skolimowski accepte de réaliser ce qu'il considère comme un « film stupide ». Le tournage est très dur : Skolimowski souffre de ne pas parler anglais, il manque d'être renvoyé mais Claudia Cardinale menace de quitter aussi le film s'il devait partir. Il « assiste » au montage du film sans pouvoir réellement y participer, et n'a pas le final cut, se sentant « évincé d'une sale façon ».